# Belagerung von Rometta
Die Belagerung von Rometta (italienisch Assedio di Rometta, arabisch حصار روميتا, DMG Ḥiṣār Ramiṭṭa) ereignete sich von 963 bis 965 auf Sizilien und endete mit der Eroberung der byzantinischen Bergfestung Rometta durch ein islamisches Heer. Mit dem Fall der Festung wurde die Besetzung Siziliens durch die Muslime abgeschlossen, die bis zur normannischen Eroberung rund hundert Jahre später andauerte.

## Vorgeschichte
Fast 30 Jahre nach der Eroberung der Provinz Africa (arab.: Ifrīqiya, heute Tunesien) unternahmen die Muslime im Jahr 827 von dort aus die Invasion Siziliens, womit ein mehrerer Jahrzehnte dauernder wechselhafter Kampf gegen das christliche Byzantinische Reich um die Insel begann. Mit der ersten Einnahme von Taormina im Jahr 902 konnten die Muslime erstmals die gesamte Insel unter ihre Kontrolle bringen, von der aus sie nun regelmäßig Raubfahrten entlang der italienischen Küste durchführen konnten. Der Sturz der sunnitischen Statthalterdynastie der Aghlabiden durch das neu gegründete Kalifat der schiitischen Fatimiden im Jahr 909 gefährdete allerdings die muslimische Herrschaft über Sizilien, da sich unter den aus Arabern und Berbern zusammengesetzten muslimischen Besatzungstruppen nun konfessionelle und ethnische Gegensätze auftaten, die zu Kämpfen untereinander führten. In den folgenden Jahren zerfiel Ordnung auf der Insel in Anarchie, der die Fatimiden nur bedingt Herr werden konnten. Dieser Zustand begünstigte die Rückkehr der Byzantiner, die erneut Taormina besetzten und von dort aus das Val Demone wieder unter ihre Kontrolle bringen konnten, das sie mit befestigten Anlagen wie die Bergfestung Rometta (sizilianisch: Rametta) absicherten.
948 ernannte Kalif al-Mansur den lokalen Clanführer des arabischen Kalb-Stammes Hassan ibn Ali al-Kalbi zum neuen Statthalter Siziliens und stieß damit eine neue Phase der systematischen Eroberung an. Am 25. Dezember 962 eroberten die Kalbiten Taormina für den Islam zurück und zerstörten nacheinander die byzantinischen Festungen des Val Demone, bis das stark befestigte Rometta als letzte Bastion der Christen zurückgeblieben war.

## Die Belagerung
Am 24. August 963 zog das muslimische Heer angeführt von Hassan ibn Ammar al-Kalbi, einem Neffen des Statthalters, am Fuß des Bergkegels von Rometta auf und riegelte die Stadt von der Außenwelt ab. Der byzantinischen Garnison war aber noch die Absendung eines Hilferufs nach Konstantinopel gelungen. Kaiser Nikephoros II. stellte darauf ein Entsatzheer unter dem Befehl seines Neffen Manuel Phokas auf, welches im Sommer 964 auf einer Flotte unter dem Admiral Niketas Abalantes von Reggio auf die Insel übersetzte. Mit etwa 40.000 Mann war es das größte römisch-byzantinische Heer seit der Antike, das auf sizilischen Boden marschierte. Der muslimische Feldherr Hassan hatte noch rechtzeitig von der sich nähernden Gefahr erfahren und seinerseits ein Hilfsgesuch an Kalif al-Muizz gerichtet, der ihm auch ein Verstärkungsheer unter dem älteren Hassan (der dabei an Altersschwäche in Palermo starb) zusandte.
Nur eine kleine Truppe zur Abriegelung Romettas zurücklassend, stellte sich Hassan am 25. Oktober 964 in der Nähe von Messina dem byzantinischen Heer zur Schlacht. Im ersten Treffen am Ausgang einer Talsenke wurden die Muslime noch geschlagen und mussten zurückweichen, doch Hassan konnte seine Truppen vor Rometta neu formieren und den weiter vorrückenden Byzantinern ein zweites Mal entgegenwerfen. Das zweite Treffen endete für die Byzantiner mit einer vernichtenden Niederlage. Mehr als 10.000 ihrer Soldaten sollen gefallen sein, unter denen sich auch der General Manuel Phokas befand. Der geschlagene Rest der kaiserlichen Armee floh zurück an die Küste bei Messina, wo die Flotte ankerte, wobei die Fliehenden in den engen Talsenken unablässig von den Muslimen unablässig attackiert wurden und deshalb noch einmal eine große Anzahl ihrer Leute verloren. Nach Ekkehard Eickhoff erlebten die Byzantiner hier ihr eigenes Roncesvalles. Admiral Niketas beabsichtigte, die geschlagene Truppe nach Reggio zurückzuführen, doch dabei wurde er gleichfalls in der Straße von Messina von der muslimischen Flotte unter Ahmad ibn Hassan al-Kalbi überrascht, der rechtzeitig von seinem Vetter Hassan benachrichtigt von Palermo aus in Fahrt gegangen war. In der Seeschlacht wurde nun auch die byzantinische Flotte versenkt, wer nicht ertrank, fiel in muslimische Gefangenschaft, darunter auch der Admiral.
Ungeachtet der Niederlage des Entsatzheeres konnten die Verteidiger von Rometta noch mehrere Monate hinter ihren Verteidigungswerken ausharren, in der Hoffnung, der Kaiser möge ihnen noch ein zweites Heer zu Hilfe schicken. Kinder und Invaliden wurden zuvor aus der Stadt evakuiert, um die Nahrungsreserven für die kampffähigen Männer zu schonen. Erst als im Mai 965 die Vorräte verbraucht und die Verteidiger von Hunger geschwächt waren, konnten die Muslime zum Sturm auf die Stadt übergehen. Alle Männer von Rometta wurden dabei getötet, die das Massaker überlebenden Frauen wurden in die Sklaverei verkauft.